# Aigua Xelida
Aigua Xelida, Aigua Xellida o Aigua-xellida és una cala de la Costa Brava situada al nord de Tamariu, en el municipi de Palafrugell (Baix Empordà). S'ha convertit en símbol de l'anhel de la vida lliure de l'ideari palafrugellenc. Fou la primera escala d'un viatge frustrat de Josep Pla i Casadevall, que narra les seves peripècies amb el pescador Sebastià Puig Barceló l'Hermós a bord d'una petita embarcació, al llarg de la costa empordanesa.
La cala d'Aigua Xelida està formada per diverses platges minúscules, com la de la Font, la de la Sorellera o la d'en Gotes, i una que és una mica més gran, la platja Gran. La platja Gran té una longitud d'uns 46 metres, i una amplada d'uns dotze metres. La platja està formada per pedres i està envoltada de roques i pinar. El nucli més proper és a 1 quilòmetre i cal accedir-hi a peu. Per arribar-hi cal anar fins a la urbanització del mateix nom i anar seguint fins a arribar al carrer de l'Illa Blanca. Si es va en cotxe s'ha d'aparcar per aquesta zona. Baixant aquest carrer es troben unes escaletes a mà dreta (que coincideixen amb la punta del Quart), que condueixen fins a la cala.
Fins al 1950 Aigua Xelida va ser un punt de reunió aïllat de qualsevol nucli urbà i només comunicava amb Tamariu per un camí de terra, cosa que va ajudar a mantenir la cala i les pinedes del voltant aïllades i verges. Dues persones que exemplifiquen la vida de la gent que confluïa Aigua Xelida són Sebastià Puig Barceló l'Hermós i Emili Gotas Curet en Gotas (Begur, 1896 – Tamariu, 1949); aquest últim té un carrer dedicat a ell.
El 2009 la platja petita d'Aigua Xelida va ser la icona de la candidatura de la Costa Brava al programa de Televisió de Catalunya El paisatge favorit de Catalunya, guanyadora del programa i defensada per Josep Cuní.

## Urbanització
Aquesta cala i el seu entorn han anat perdent el seu encant donat que s'han fet edificacions i tallat arbres. El 1978, el diari Los Sitios, de Girona, ja es planyia de la pèrdua de la bellesa natural d'aquesta cala.
Des del 2018 es coneix que està previst construir-hi xalets de luxe davant de les queixes d'associacions com SOS Costa Brava. A finals d'any una promotora va talar-hi arbres tot i no tenir-ne encara els permisos corresponents.
El 2005 el límit entre els municipis de Palafrugell i Begur va ser modificat, de tal forma que una petita part de la superfície urbanitzada d'Aigua Xelida del municipi de Palafrugell va passar al terme de Begur.